# Фра Филипо Липи
Фра Филипо Липи (рођен 1406. у Фиренци, умро 8. октобра 1469. у Сполету; италијански - Filippo Lippi, познат и као Lippo Lippi) је славан италијански ренесансни сликар. Оба родитеља су му умрла док је био дете. О њему се старао његов ујак. 
Развијао се под утицајем Фра Анђелика. Такође примио је извесне утицаје свога учитеља Лоренца Монака. Рано се замонашио, али је са муком подносио обавезе монашког реда. Његов заштитник Козимо Медичи је тражио од папе да га разреши монашког чина. Његове слике Богородице, којима је за прототип служила Филипова жена Спинета сматране су за идеал женске лепоте тога доба. Једна од најпознатијих његових слика је „Благовести“. Његов син је Филипино Липи који је такође био познат сликар.